# Menhirs du Métayer
Le menhirs du Métayer sont deux menhirs situés à Saint-Paul, en France.

## Description
Le site est composé de deux menhirs, distants d'une centaine de mètres. Le premier menhir, haut de plus de 4 mètres hors sol, est une longue pierre levée. Le second, nettement plus petit, est brisé en deux morceaux qui gisent à terre, à peu de distance l'un de l'autre.

## Localisation
Les menhirs sont situés dans le département français de la Haute-Vienne, sur la commune de Saint-Paul, à proximité du hameau du Métayer.

## Historique
Les menhirs sont inscrits au titre des monuments historiques depuis le 9 novembre 1984.